# دوسانگ
دوسانگ (به لاتین: Dosang) یک منطقهٔ مسکونی در روسیه است که در استان آستراخان واقع شده‌است.